# Prisión de la Abadía

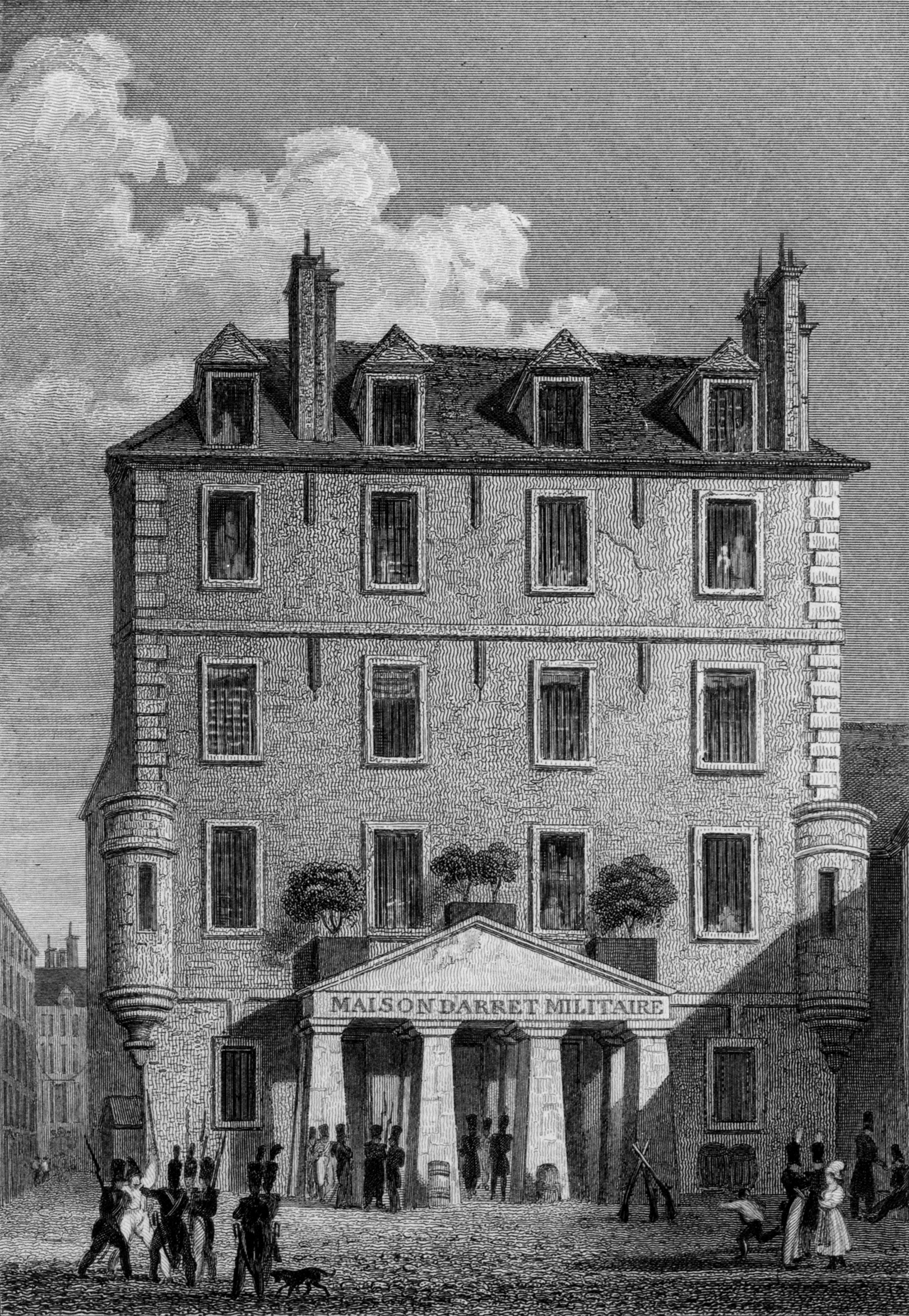
Prisión de la Abadía en 1831

La prisión de la Abadía fue una prisión militar, situada cerca de la antigua Abadía Saint-Germaindes-Prés, en París. 
Durante la Revolución francesa se encerró en ella a multitud de personas de todas clases, acusadas de oposición al régimen republicano: en los días 2 y 3 de septiembre de 1792, los furiosos conducidos por Maillard asesinaron a 164 presos, entre los cuales había 18 sacerdotes. Se contaron en el número de las víctimas el conde de Montmorin de Saint-Herem, el abate Lenfant o Cazotte y Sombreuil. 